# Barbaira
Barbaira é uma comuna francesa na região administrativa de Occitânia, no departamento de Aude. Estende-se por uma área de 9,40 km². Em 2010 a comuna tinha 783 habitantes (densidade: 83,3 hab./km²).